# Ernest Manchon
Pour les articles homonymes, voir Manchon.
Ernest Manchon, né le 5 janvier 1840 à Rouen et mort le 26 novembre 1907 à Rouen, est un industriel français.

## Biographie

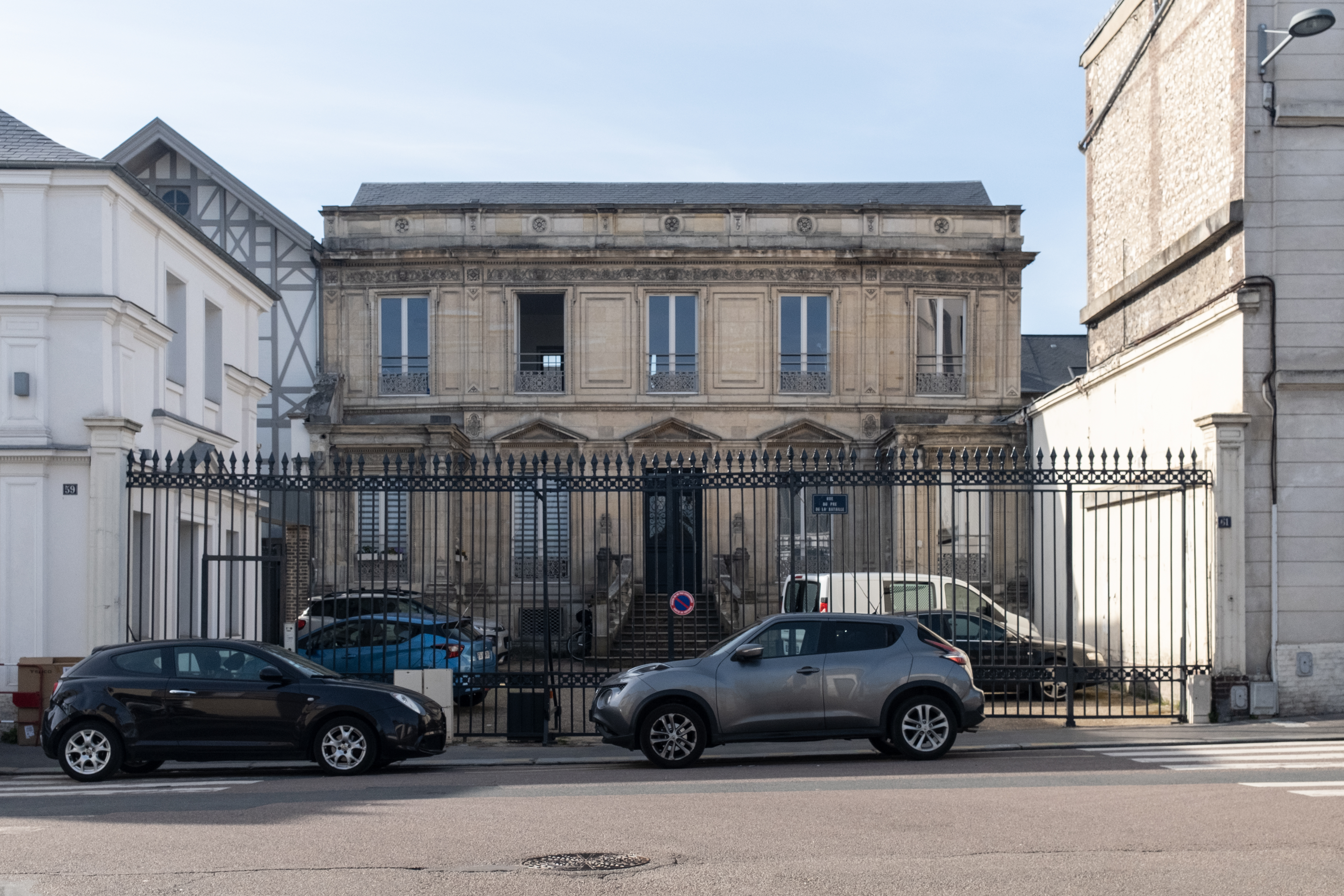
Hôtel particulier, 61 rue du Pré-de-la-Bataille, en 2021.

Fils d'un négociant rouennais, élevé dans le goût du commerce et le sentiment des affaires, Ernest Manchon fait ses études au lycée Corneille puis, après avoir travaillé chez Pouyer-Quertier, s'en va en Angleterre se former à la filature et au tissage du coton.
Associé avec Édouard Lecœur en 1864, il dirige dès 1865 l'installation de l'outillage du tissage mécanique de l'établissement de la rue de Tanger et de la rue de Constantine (160 métiers mécaniques). Ses frères, plus jeunes, Achille et Georges, deviennent ses collaborateurs puis ses associés (1883). En 1878, la maison Ernest Manchon est présente à l'Exposition universelle. Elle compte alors 312 métiers à tisser et occupe 340 ouvriers.
Dans les années 1890, le tissage passe progressivement de la rue de Tanger à la rue de Constantine où les moyens de production sont plus importants et l'énergie fournie par une machine à vapeur. La totalité de l'usine est en fonctionnement rue de Constantine en 1897. La génération suivante poursuit l'activité de tissage mais la crise des années 1930 ne permet pas aux Établissements Manchon de continuer et l'usine ferme en 1934.
Membre de la Société industrielle de Rouen, il en est le vice-président de 1874 à 1877. Il est également membre de l'Association française pour l'avancement des sciences.
Appelé à la chambre de commerce de Rouen, il en devient secrétaire en 1878, puis vice-président en 1892. Il se retire en 1897 et est nommé vice-président honoraire.
En 1896, il est trésorier de l'Exposition nationale et coloniale de Rouen.
Il est président du conseil d'administration du Comptoir d'escompte de Rouen et administrateur de la Banque de France.
Il réside au no 27 (actuel no 61) rue du Pré-de-la-Bataille à Rouen où il meurt le 26 novembre 1907 des suites d'une longue maladie. Ses obsèques sont célébrées dans l'église Sainte-Madeleine de Rouen et il est inhumé au cimetière monumental de Rouen en présence de nombreuses personnalités.

## Distinctions
- Chevalier de la Légion d'honneur (1er janvier 1893)[12].

## Publications
- Rapport présenté à la Chambre de commerce de Rouen, au nom de la délégation, chargée par elle de visiter les ports de Marseille, Toulon, Bordeaux, pour en étudier l'outillage et les aménagements, Rouen, impr. de C.-F. Lapierre, 1881.